# Troo
Troo (früher auch Trôo geschrieben) ist eine französische Gemeinde mit 304 Einwohnern (Stand 1. Januar 2022) im Département Loir-et-Cher in der Region Centre-Val de Loire.

## Geschichte
Die Besiedlung des Loir-Tals um Vendôme ist über Jahrhunderte verbunden mit der Nutzung von Höhlen als Wohnraum. Troo hat sich auf dieser Basis seit der Zeit der Normanneneinfälle im 9. Jahrhundert entwickelt. Im Mittelalter war der Ort der Sitz einer Seigneurie und durch eine Befestigung geschützt. Ihre größte Prosperität erreichte die Stadt im 11. und 12. Jahrhundert. Sie hatte zu dieser Zeit etwa 4500 Einwohner, die überwiegend in Höhlenwohnungen lebten.
Um 1188 wurde Troo zusammen mit dem benachbarten Montoire von Heinrich II. von England und seinem Sohn Richard Löwenherz eingenommen.

## Bevölkerungsentwicklung
| Jahr                       | 1962 | 1968 | 1975 | 1982 | 1990 | 1999 | 2008 | 2018 |
| Einwohner                  | 549  | 433  | 428  | 337  | 320  | 301  | 329  | 290  |
| Quellen: Cassini und INSEE |      |      |      |      |      |      |      |      |

## Sehenswürdigkeiten
Troo liegt auf einer steil abfallenden Kalktuff-Erhebung über dem Fluss. Dieser Platz wurde seit der Antike besiedelt.

### Ehemalige Stiftskirche Saint-Martin
Durch die Jahrhunderte hat es in Troo eine erhebliche Anzahl von Kirchen gegeben. Übrig geblieben ist nur ein romanisches Gotteshaus, die einstige Stiftskirche Saint-Martin, um die sich auf der obersten Ebene einige alte Häuser gruppieren. 
Die 1050 begonnene Kirche wurde im 12. Jahrhundert umgestaltet. Die Fensterbögen des quadratischen Turms haben, wie im Anjou-Stil üblich, in den Laibungen eine Säulen-Dekoration. Die romanische Apsis besitzt gotische Fenster.
„La Butte“, ein Hügel neben der Kirche, bietet einen weiten Blick auf die Windungen des Loir.

### Maladrerie Sainte-Catherine
Ebenfalls aus dem 12. Jahrhundert stammt die „Maladrerie“ Sainte-Catherine, zu deren Resten sehenswerte Blendarkaden gehören. Hier fanden Pilger Hilfe, die auf der Route nach Santiago de Compostela erkrankt waren. Die Bezeichnung „Maladrerie“ war nach der Auflösung eines außerhalb gelegenen Leprosoriums zusammen mit dessen Gütern übernommen worden.

### Höhlenwohnungen
Die „bewohnten Höhlen“ verteilen sich auf zwei Ebenen über den Hang. Manche werden heute noch als Privatwohnung genutzt, oder sie finden Verwendung als Lagerraum oder für die Pilzzucht. Zu besichtigen ist die Cave Yuccas, die bis 1965 bewohnt war und wie eine Wohnung am Anfang des 20. Jahrhunderts eingerichtet ist.
eine weitere anlage wird an Gäste vermietet (gite rural).

### Grotte petrifiante
Tropfsteinhöhle mit sehenswerten Stalaktiten, durch die immer noch Wasser fließt.

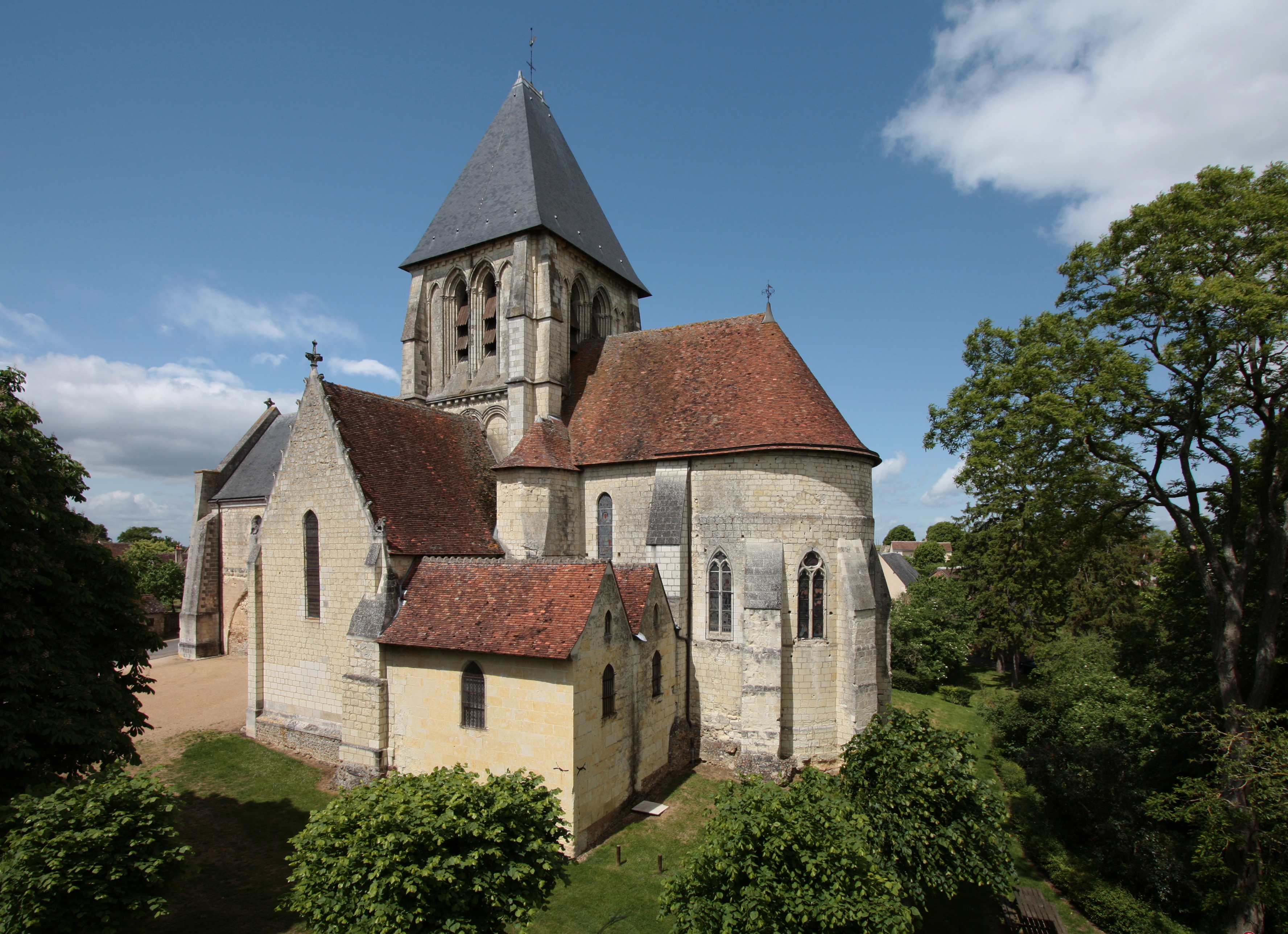
Kirche Saint-Martin
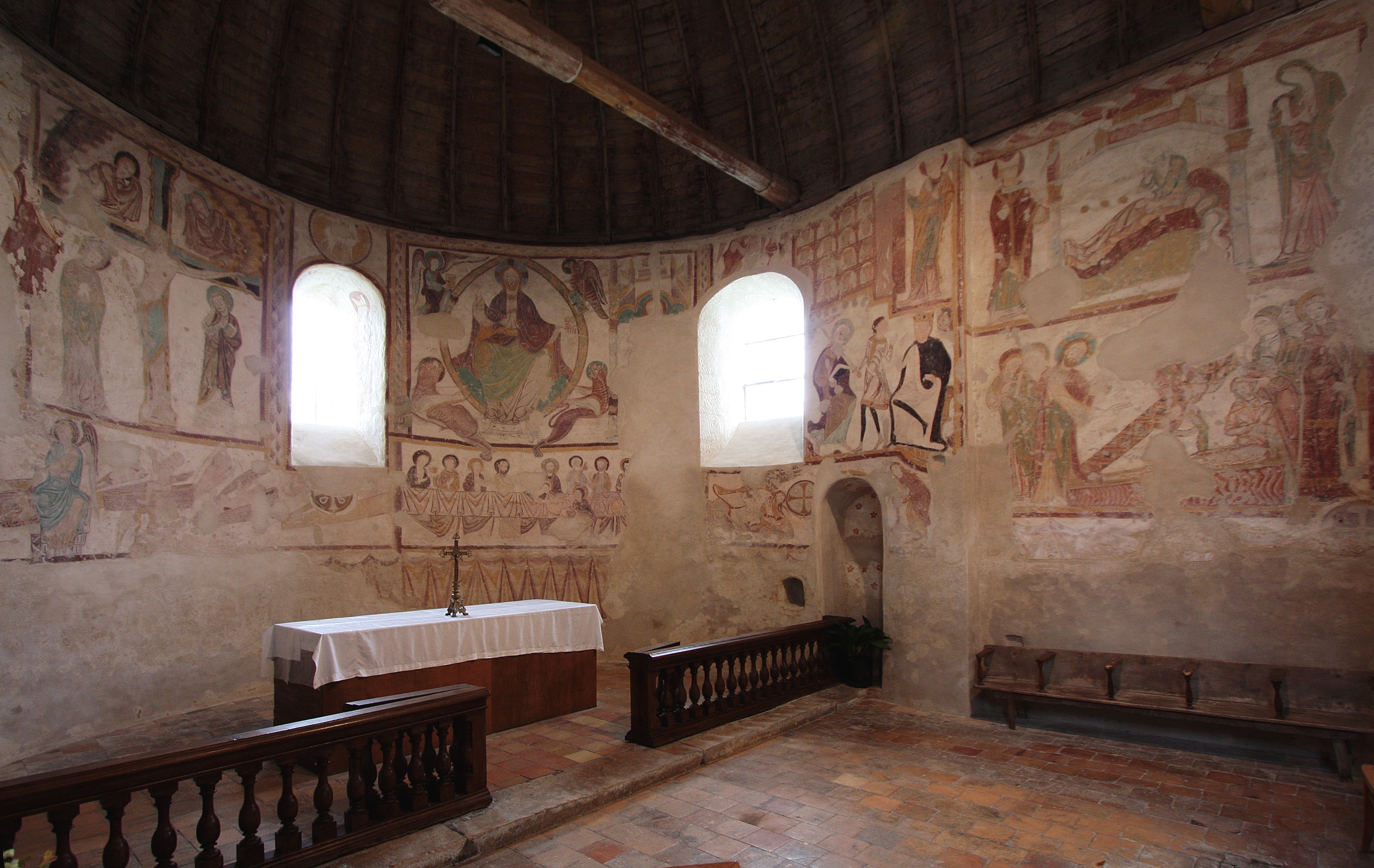
Saint-Jacques-des-Guérets – Chorschluss
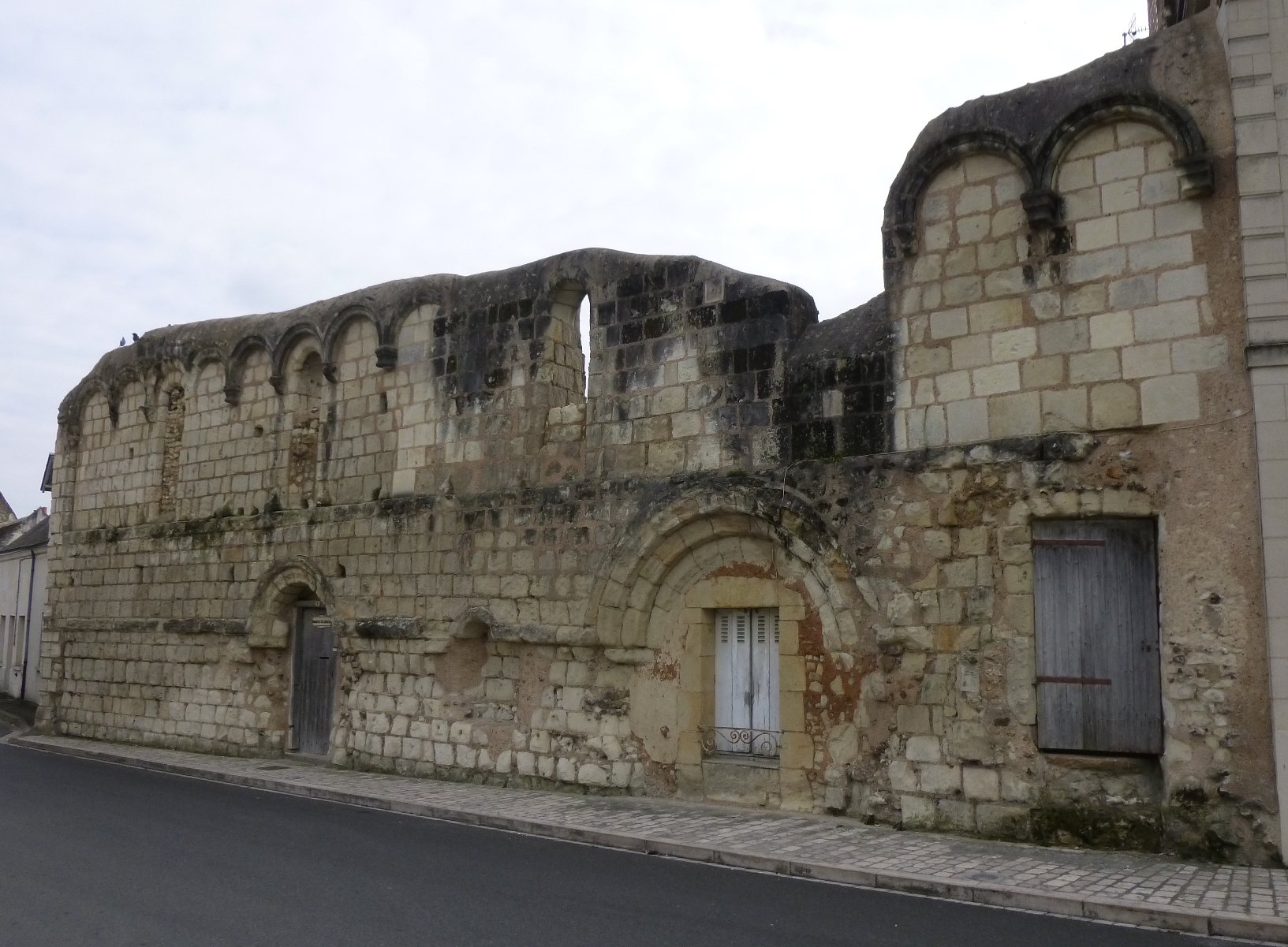
Maladrerie Sainte-Catherine
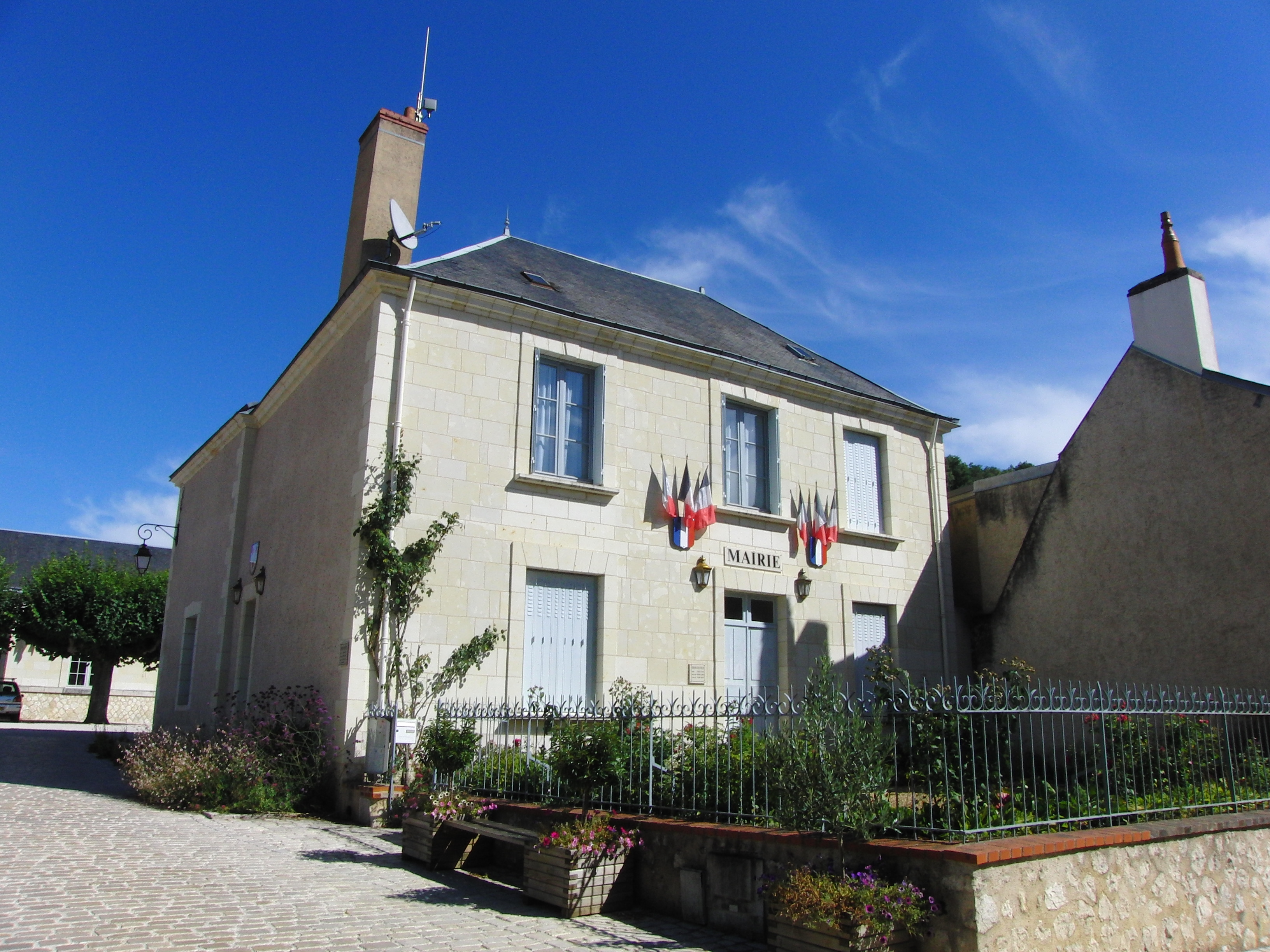
Mairie Troo

### Dorfkirche Saint-Jacques-des-Guérets
Äußerlich bescheiden, weist die Dorfkirche auf der anderen Seite des Flusses im Inneren ungewöhnlich gut erhaltene Wandmalereien auf. Der aus dem 12. Jahrhundert stammende, einschiffige Saalbau hat einen halbrunden, ein wenig eingezogenem Chorschluss. Die Ausmalungen sind in die Zeit um 1200 zu datieren und zeigen den Übergang von der Romanik hin zu Gestaltungstendenzen der Gotik. Das Halbrund des Chores und die Südwand des Langhauses sind mit folgenden Darstellungen ausgemalt:
- Links eine Kreuzigung: Christus am Kreuz zwischen Maria und Johannes, darüber die Allegorien Sonne und Mond im Trauergestus. - Unter der Kreuzigung die Auferweckung der Toten.
- Rechts vom mittleren Chorfenster eine Majestas Domini, umgeben von den Evangelistensymbolen. - Darunter das letzte Abendmahl.
- Über dem rechts angrenzenden Fenster zwei Engel und rechts vom Fenster in der oberen Reihe das Himmlische Jerusalem: Petrus öffnet das Paradies für zwei Seelen, die sich den Auferweckten zugesellen. In der mittleren Reihe das Martyrium des Kirchenpatrons Jakobus d. Ä.: rechts Herodes in der charakteristischen Pose des (bösen) Herrschers mit überschlagenem Bein, links der zusammenbrechende Apostel, in der Mitte der sich Herodes zuwendende Henker. — Über dem Fenster die Allegorien Stolz und Verzweiflung.
- An der Südwand des Langhauses, schwach sichtbar: Der hl. Nikolaus beschenkt die drei schlafenden Töchter eines armen Mannes, der sie der Prostitution ausliefern wollte, mit drei goldenen Kugeln; rechts von dieser Szene eine stehende Maria mit Kind als Pendant zur Nikolausgestalt. — Unter dem Nikolausbild die Auferweckung des Lazarus.